# Теоцентризм
Теоцентризм (греч. Θεός — Бог + лат. Centrum — центр круга) — философская концепция, в основе которой лежит понимание Бога как высшего бытия, источника всей жизни и любого блага.
При этом основой нравственности служит почитание и служение Богу, и подражание и уподобление ему считается высшей целью человеческой жизни. Теоцентризм связан с теизмом и его принципами. Теоцентризму противопоставляются космоцентризм и антропоцентризм.
Наиболее распространён теоцентризм был в  Средние века.